# Kattenburgerplein

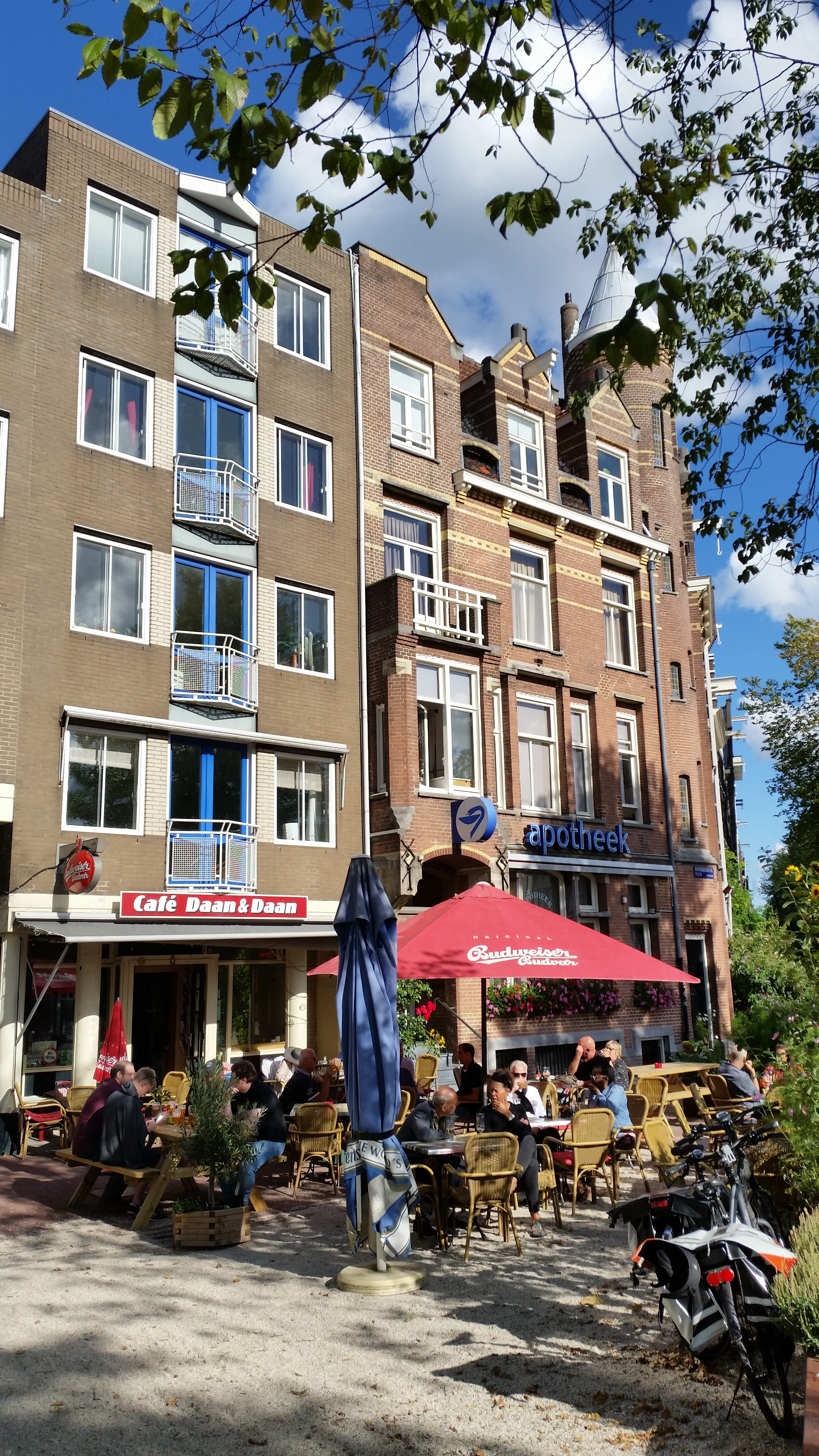
Huisnummers 38 (rechts) en 39 (links) in 2019

Het Kattenburgerplein is een plein in Amsterdam-Centrum gelegen op Kattenburg.

## Geschiedenis en ligging
Het pleintje is al te zien op een kaart van stadsarchitect Daniël Stalpaert uit circa 1662. Het is dan een open ruimte voor 's Lands Zeemagazijn ('s Lants Magazijn) / Admiraliteitszeemagazijn, vanaf 1973 het Nederlands Scheepvaartmuseum. Op die kaart is dan ook te zien de verbinding met het "vasteland" met de Kattenburgerbrug. Vanuit het plein kan het verkeer verder het eiland Kattenburg op via de Kattenburgerstraat; in de 19e eeuw kwam daar nog de Kattenburgervoorstraat bij. (Deze laatste straat is, evenals de Grote en Kleine Kattenburgerstraat, met de sanering in de jaren zestig en zeventig verdwenen. De loop van de huidige Kattenburgerstraat komt ongeveer overeen met die van de vroegere Grote Kattenburgerstraat.)
Het plein verzorgt tevens de verbinding naar de andere Oostelijke Eilanden Wittenburg en Oostenburg. Het pleintje weet zich door alle eeuwen heen eigenlijk bijna in ongewijzigde vorm te handhaven, ook in de periode dat de scheepvaart vertrekt en er woningen komen. Het plein weet zelfs de grote saneringsgolf uit de periode 1963-1976 te overleven, waarbij het merendeel van de bebouwing van Kattenburg wordt gesloopt.

## Gebouwen
De huisnummers lopen op van 1 tot en met 91, maar er zitten grote omissies in de nummering. Na huisnummer 1 loopt de teller pas weer vanaf huisnummer 27 voor drie woonboten, daarna begint de reeks opnieuw bij 38 (gegevens 2019).
Van de oorspronkelijke bebouwing is behalve het 's Lands Zeemagazijn niets meer over. Ook van de latere bebouwing is alles gesloopt op het huisnummer 38 na. De noordelijke gevelwand van het plein ziet er oud uit, maar betreft bouw uit 1970.
De gereconstrueerde geveltjes aan het Kattenburgerplein herinneren aan de historische bebouwing. De gevelwand van deze panden is ontworpen door Theo Rouwhorst van het Amsterdamse Bureau Monumentenzorg en is geïnspireerd op de bebouwing die vroeger op Kattenburg stond. Het ontwerp kreeg kritiek van enkele historici, die de reconstructie als een falsificatie beschouwden.
De twee opmerkelijkste gebouwen zijn:
- op huisnnummer 1: Het Scheepvaartmuseum in het 's Lands Zeemagazijn
- op huisnummer 38, een gemeentelijk monument uit 1898, ontworpen door Willem Kromhout; de knik in het plein naar de gracht is opgesierd met een markant torentje. In het gebouw aan het plein is al vanaf de bouw (en ook ver daarvoor maar dan op huisnummer 13, dat toen verdween) een apotheek gevestigd. Het gebouw vormt een groot contrast met de naastgelegen huisnummers 39-54, gebouwd in de jaren zeventig.[4]

## Kunst in de openbare ruimte
Op het plein zijn diverse uitingen van kunst in de openbare ruimte te vinden:
- op het plein ligt een groot scheepsanker; het geschenk van Hoogovens Handel Constructiestaal BV uit 1990
- er staat The sailing man van Alphons Freijmuth uit 1986
- er is in 2009 de gevelsteen De groene ovent geplaatst; deze is afkomstig vanuit het gebouw op Kleine Kattenburgerstraat 69, op de hoek met de Tweede Kattenburgerdwarsstraat, alwaar een broodbakker gevestigd was.[5][6]
- straatpoëzie van Henry Kloostra op de zijgevel van Kattenburgerplein met Kattenburgerstraat Blond werd kleur; buren ontwijken; kijken uit ramen; sluitende rijen

## Afbeeldingen

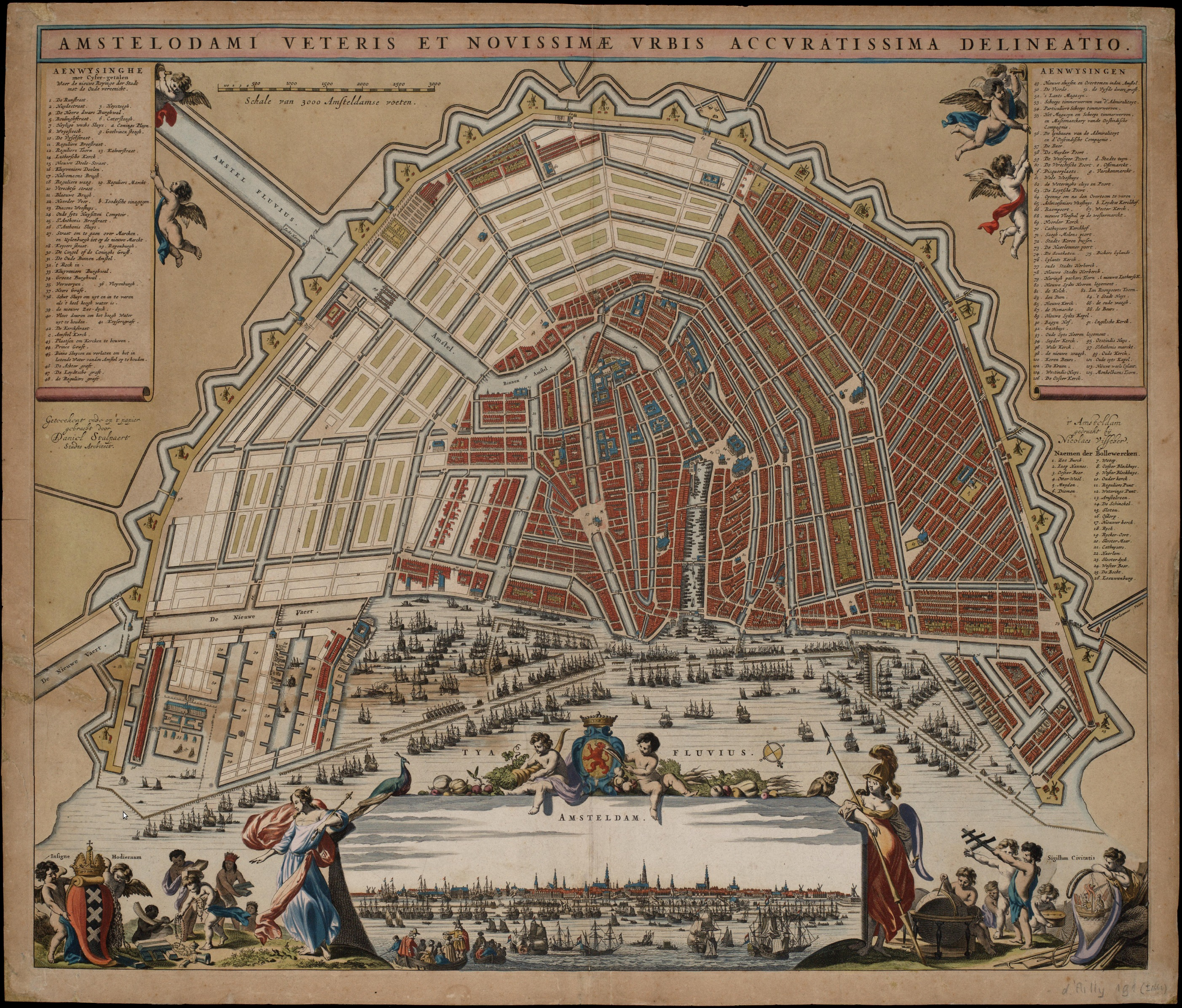
Kaart van Stalpaert uit 1662.
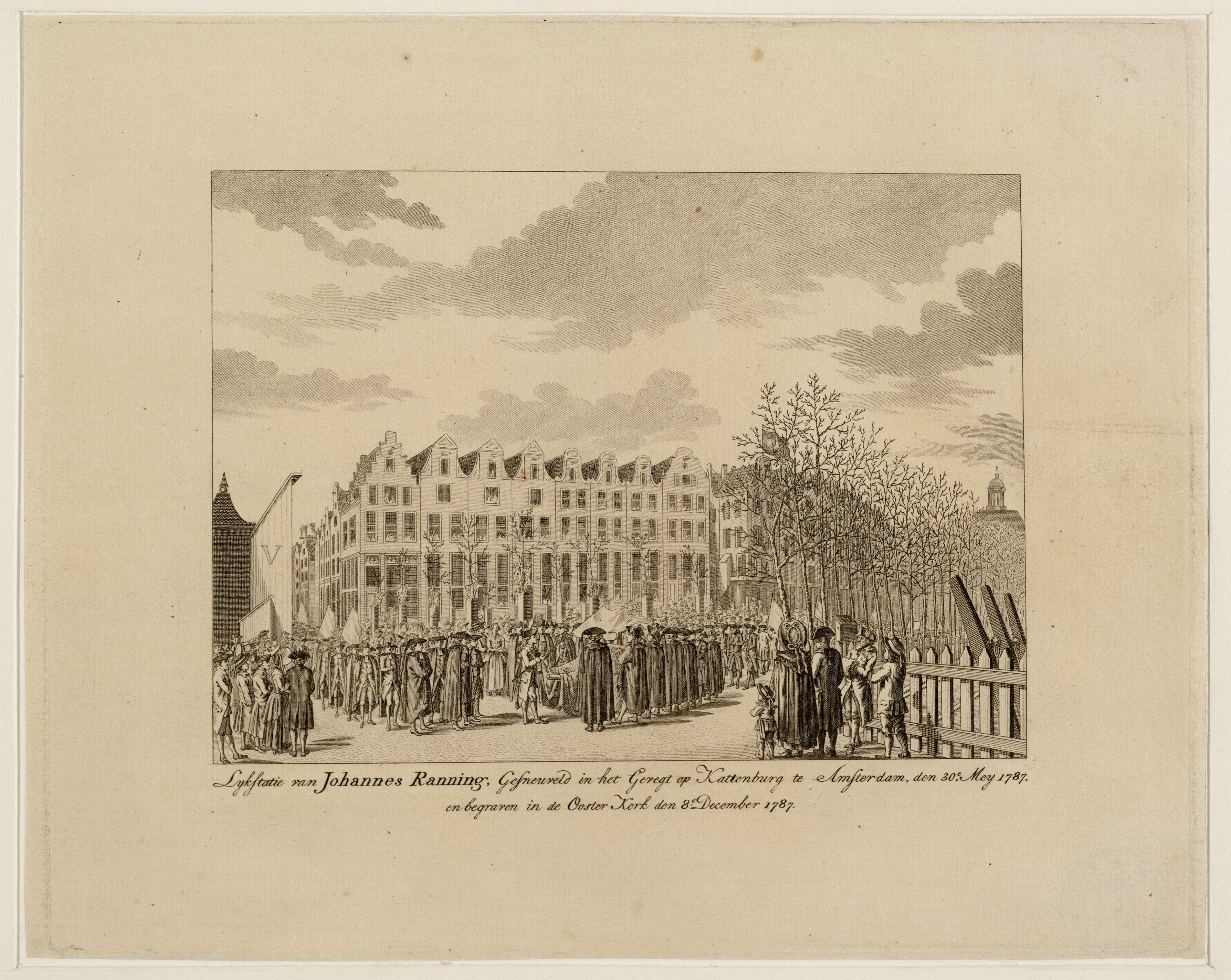
Begrafenisstoet in 1787 over het plein door Herman Schouten.
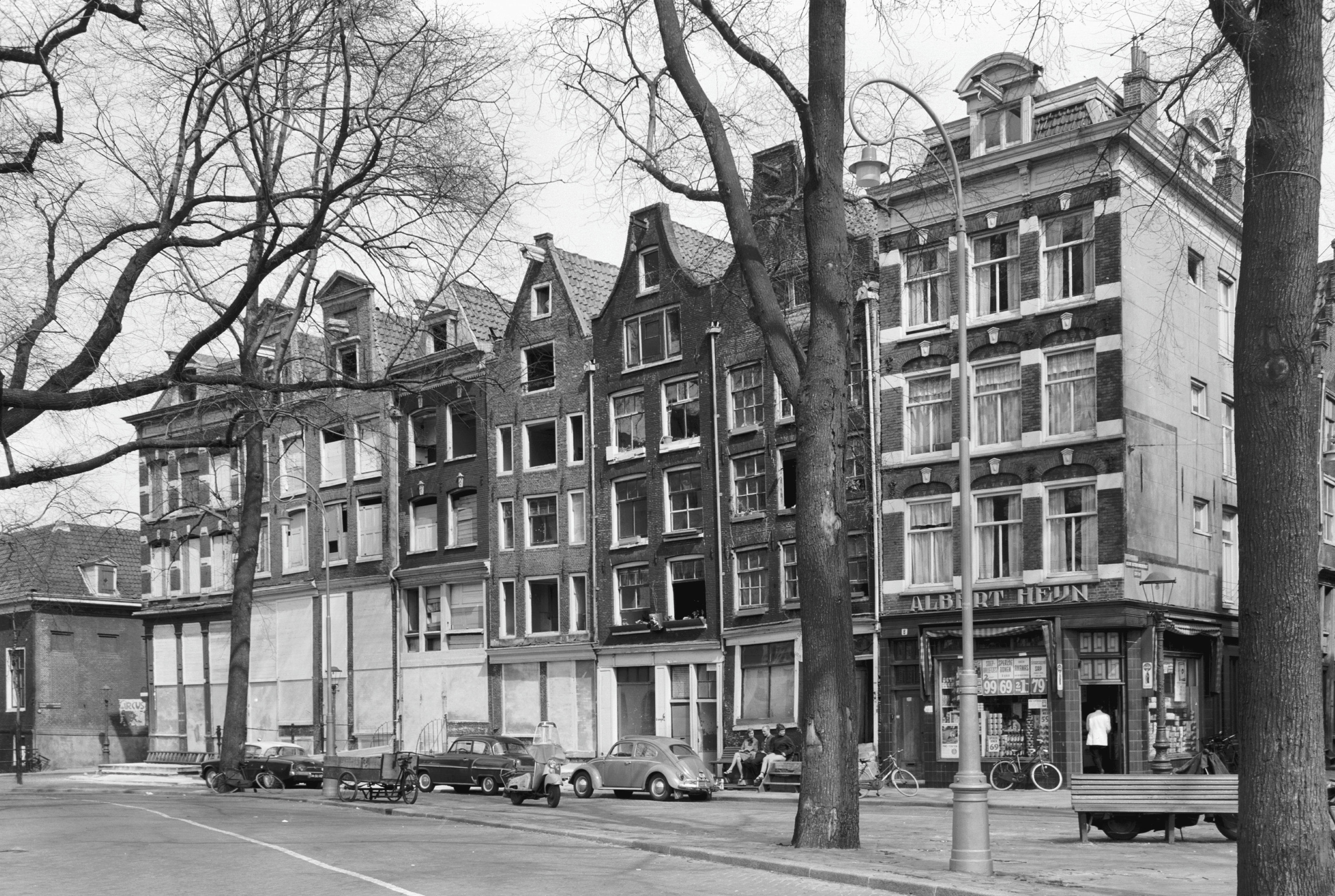
Voor de sloop dichtgetimmerde huizen aan het plein tussen de Kleine (rechts) en Grote (links) Kattenburgerstraat (1963)
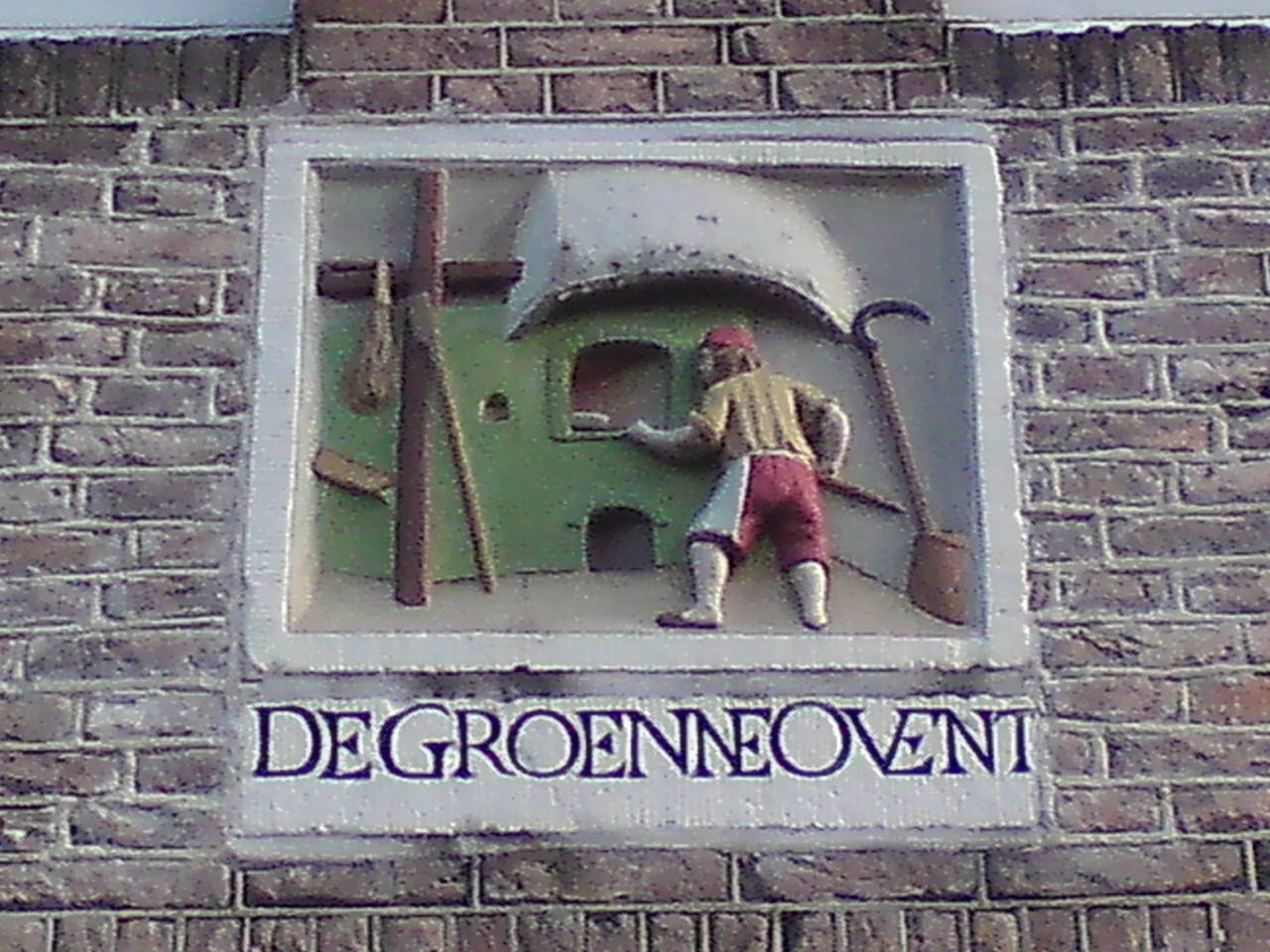
Gevelsteen (2011)
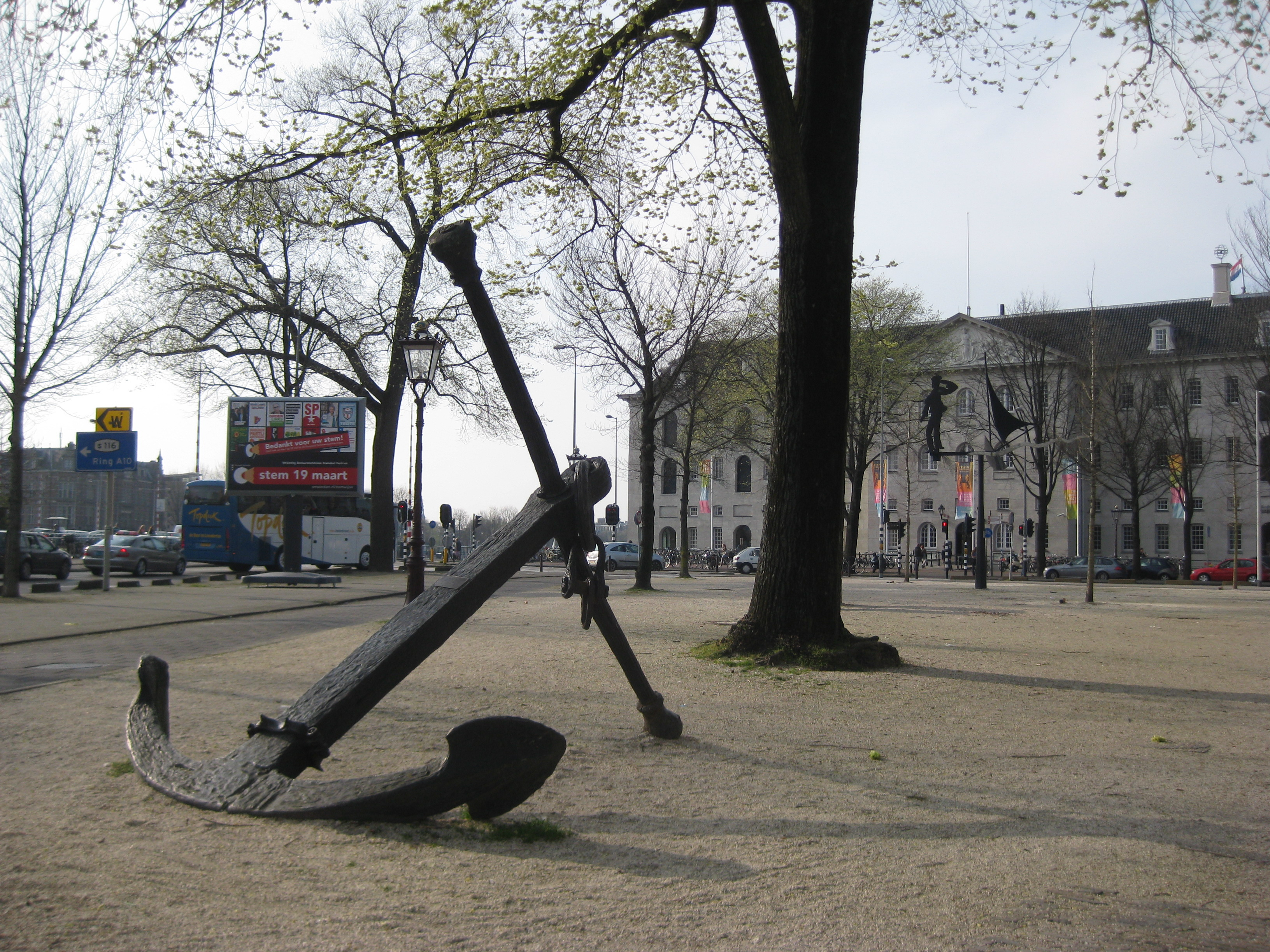
Anker en The sailing man (2014)
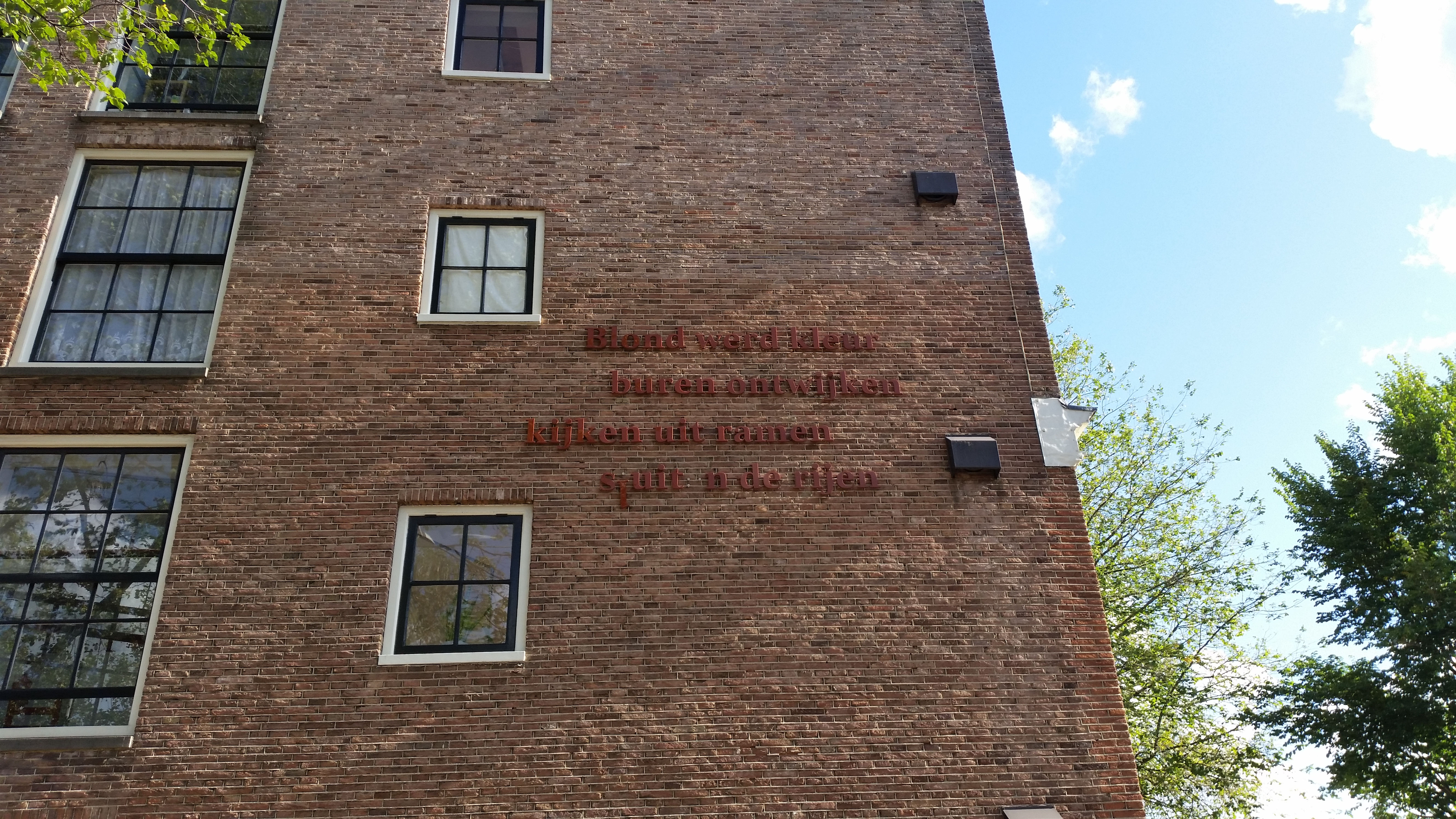
Straatpoëzie, NB: ontbrekende letters (september 2019)